# Ministerio de Guerra (Portugal)
El Ministerio de Guerra (en portugués: Ministério da Guerra) fue un ministerio de Portugal, tanto de la etapa monárquica como en la republicana y durante la dictadura salazarista. El ministerio, responsable de la administración pública de asuntos concernientes a las Fuerzas Armadas, fue creado en 1820 como Secretaría de Estado de los Asuntos de Guerra (en portugués: Secretaria de Estado dos Negócios da Guerra), para el final de siglo se comenzó a llamar «ministerio». Durante su última etapa en la dictadura, a partir de 1950, su denominación pasó a ser la de Ministerio del Ejército (en portugués: Ministério do Exército), nombre que tendría hasta su desaparición en 1974 como transformación en el Ministerio de Defensa durante el Proceso Revolucionario en Curso.

## Historia
El departamento gubernamental fue creado el 27 de septiembre de 1820 durante la estancia del rey Juan VI en Brasil (convertido en el Reino del Brasil). La creación original fue de la Secretaría de Estado de los Asuntos de Guerra (en portugués: Secretaria de Estado dos Negócios da Guerra), una división de la anterior Secretaría de Estado de Asuntos Exteriores y de Guerra que fue separada en la secretaría de Guerra y la Secretaría de Estado de Relaciones Exteriores. Hacia el final del siglo XIX, la «Secretaría de Estado» fue sustituida por el «Ministerio».
En 1950, el Ministerio de Guerra pasó a denominarse «Ministerio del Ejército», desligandose algunas de sus antiguas funciones, especialmente a nivel operacional, al recién creado Departamento de Defensa Nacional.
A partir de la Revolución de los Claveles del 25 de abril de 1974, el Ministerio del Ejército fue disuelto, pasando el Jefe del Estado Mayor del Ejército (CEME, por su siglas {{lang-pt|Chefe do Estado-Maior do Exército) a tener un rango equivalente al de ministro, asumiendo las funciones atribuidas al hasta entonces ministro del Ejército.
En la revisión constitucional del 30 de septiembre de 1982 las antiguas funciones políticas del ministro del Ejército pasarán en la práctica totalidad al ministro de Defensa Nacional, volviendo el CEME a tener funciones puramente militares.

## Organización
La organización del Ministerio de Guerra y de su sucesor, el Ministerio del Ejército, estaba ligada a la organización del ejército portugués. Aunque varío a lo largo del tiempo, la estructura del ministerio contaba habitualmente con tres departamentos principales: Operaciones, Personal y Logística. En algunas ocasiones se añadió un cuarto departamento llamado de Material; en los tiempos en que no, éste era absorbido por Logística.
La última organización del Ministerio del Ejército tuvo lugar en 1959 con motivo de la transformación de las responsabilidades del CEME. La estructura quedó del siguiente modo:
- Ministro del Ejército
  - Subsecretario de Estado del Ejército (cambio a secretario de Estado del Ejército en 1970)
    - División del Gabinete del Ministro
    - Inspector General del Ejército

  - Jefe del Estado Mayor del Ejército (CEME)
    - División del Gabinete del Jefe del Estado Mayor del Ejército
    - Ayundante-General del Ejército
      - 1.ª División del Estado Mayor del Ejército (Personal)
      - Dirección de Servicio de Personal
      - Dirección de Servicio de Justica y Disciplina
      - Mando de Servicio de Preboste
      - Mando de Servicio de Asistencia Religiosa

    - Vice-Jefe del Estado Mayor del Ejército
      - 2.ª División del Estado Mayor del Ejército (Información)
      - 3.ª División del Estado Mayor del Ejército (Operaciones y Organización)
      - 5.ª División del Estado Mayor del Ejército (Instrucción)
      - Dirección General de Instrucción
        - Dirección del Arma de Caballería
        - Dirección del Arma de Infantería
        - Dirección del Arma de Artillería
        - Dirección del Arma de Ingeniería
        - Dirección del Arma de Comunicaciones

      - Mando del Servicio de Reconocimiento de Comunicaciones
      - Mando del Servicio Cartográfico del Ejército

    - Cuartel General Maestro del Ejército
      - 4.ª División del Estado Mayor del Ejército (Logística)
      - Consejo Administrativo del Estado Mayor del Ejército
      - Dirección del Servicio de Salud
      - Dirección del Servicio de Material
      - Dirección del Servicio de Intendencia
      - Dirección del Servicio de Transportes
      - Dirección del Servicio de Fortificaciones y Obras del Ejército
      - Mando del Servicio de Presupuesto y Administración
      - Mando del Servicio de Verificación de Cuentas y de Inspección Administrativa
      - Consejo Fiscal de los Establecimientos de Fabricación del Ejército
      - Agencia Militar

Las fuerzas del ejército eran dependientes del Jefe del Estado Mayor del Ejército a través de los comandantes de las regiones militares y de los comandos territoriales independientes.